# Jacek Morajko
Jacek Tadeusz Morajko, né le 26 avril 1981 à Opole, est un coureur cycliste polonais, professionnel entre 2003 et 2018. Il fait ses débuts professionnels en 2003 au sein de l'équipe portugaise Antarte-Rota dos Móveis.

## Biographie
En 2008, il est sélectionné par son pays pour participer à la course en ligne des Jeux olympiques où il finit 54e.
En 2010, il devient champion de Pologne sur route.
En 2012, il rejoint l'équipe World Tour Vacansoleil-DCM, mais passe une saison difficile où il est gêné par des blessures.
Il a passé ses quatre dernières années professionnelles au sein de l'équipe Wibatech Fuji. Il arrête sa carrière à l'issue de la saison 2018.

## Palmarès
- 2002
  - Tour des Mauges
  - Grand Prix de La Rouchouze
  - Prix de La Rochefoucauld
  - 2e du Grand Prix Cristal Energie
  - 2e du Grand Prix de Plouay amateurs
- 2006
  - Gran Premio Área Metropolitana de Vigo
  - 3e du Grand Prix de la ville de Vigo
- 2007
  - 2e du championnat de Pologne sur route
- 2008
  - Puchar Wojta Gminy Chrzastowice
- 2009
  - 2e étape du Szlakiem Grodów Piastowskich
  - 2e du Tour of Malopolska
- 2010
  -  Champion de Pologne sur route
  - Tour of Malopolska
  - Course de Solidarność et des champions olympiques :
    - Classement général
    - 4e et 5e étapes

  - 3e de la Coupe des Carpates
- 2011
  - Coupe des Carpates
- 2013
  - 3e de la Coupe des Carpates
- 2014
  - 5e étape de la Course de Solidarność et des champions olympiques
  - 3ea étape du Sibiu Cycling Tour (contre-la-montre par équipes)
  - 1re étape du Dookoła Mazowsza (contre-la-montre par équipes)
- 2016
  - 2e de l'Horizon Park Race for Peace

## Classements mondiaux
| Année           | 2006 | 2007 | 2008 | 2009 | 2010 | 2011 | 2012 | 2013 | 2014 | 2015 |
| --------------- | ---- | ---- | ---- | ---- | ---- | ---- | ---- | ---- | ---- | ---- |
| UCI Asia Tour   |      | 139e |      | 132e |      | 323e |      |      |      |      |
| UCI Europe Tour | 312e | 313e | 974e | 124e | 18e  | 385e |      | 439e | 635e | 905e |